# Partidisciplin
Partidisciplin er et politisk partis evne til at få dets medlemmer af en folkevalgt forsamling til at støtte partiets officielle politik ved at stemme for den.
Ifølge Grundloven kan et folketingsmedlem alene være bundet af egen overbevisning. Partidisciplin i Danmark ses næsten også kun i spørgsmål, hvor flertallet for et givet forslag er meget smalt. I bl.a. etiske spørgsmål stilles medlemmerne som regel helt frit.
Fænomenet er langt mere udbredt i Storbritannien, Canada, Australien og Indien, hvor en stemme mod regeringen opfattes som et mistillidsvotum. I disse lande er det derfor sjældent set, at et medlem stemmer imod partiets ønske. En person, der er loyal overfor partilinjen og hvis job det er at få andre partimedlemmer til at følge linjen, kaldes en indpisker (på engelsk "party whip" eller bare "whip"). Partilederne vil ofte kunne ekskludere et medlem, der bryder partilinjen. I kongressionale systemer som f.eks. USA er partidisciplinen langt svagere. Her er det som i Danmark ofte set, at medlemmer bryder partiets linje.